# 臼杵藩
臼杵藩（日语：／ Usuki han */?）是日本江戶時代的一個藩。位於豐後國海部郡，藩主是稻葉氏，藩廳是臼杵城（現在的大分縣臼杵市），家格屬於外樣大名，於江戶城詰席時份在柳之間，石高五萬石。

## 歷史
臼杵藩藩祖稻葉貞通乃是西美濃三人眾中的稻葉一鐵之子，原本領有美濃國郡上四萬石，因為在關原之戰中投向東軍，其戰功獲得承認，於戰後加封至臼杵五萬石，3代藩主稻葉一通在島原之亂時擔任九州國境警備，於藩政上著力於城下町整備和開發，盡力於社寺建設。延寶元年（1673年）時，5代藩主景通更大力改善民政，不僅進行海岸整備，開發新的港町，於藩政人事制度上也廢止地方知行制。
但在江戶時代中期後，藩內財政日益緊迫，13代藩主稻葉幾通在天保元年（1830年）時的借款竟高達30萬兩，已經隠居的幾通之父11代藩主稻葉雍通因而在天保2年（1831年），任命家老村瀨通吉擔任「御勝手方總元締」進行藩政改革，推行緊縮財政跟新田開發，儘管改革手段略嫌專橫，但藩內財政卻有明顯的好轉。
由於11代藩主稻葉雍通之後，其子12代藩主尊通、13代藩主幾通和孫兒14代藩主觀通全都壯年早逝，所以在觀通死後，幕府裁定由旗本岡野知英的五男迎娶觀通的姐妹入繼，是為15代藩主稻葉久通。幕末出現佐幕及倒幕兩派紛爭時，臼杵藩維持旁観的立場，後於明治2年（1869年）6月、稻葉久通奉還領地，是豐後諸藩中最早版籍奉還的藩，藩主久通被明治政府任命為藩知事。明治4年（1871年）、廢藩置縣時，臼杵藩被改為臼杵縣，後又被編入大分縣中，而稻葉家在明治17年（1884年）被列為子爵。

## 歷任藩主
1. 稻葉貞通〔從四位下 右京亮〕
2. 稻葉典通〔從四位下 侍從〕
3. 稻葉一通〔從五位下 民部少輔 〕
4. 稻葉信通〔從五位下 能登守〕
5. 稻葉景通〔從五位下 右京亮〕
6. 稻葉知通〔從五位下 能登守〕
7. 稻葉恒通〔從五位下 伊勢守〕
8. 稻葉菫通〔從五位下 能登守〕
9. 稻葉泰通〔從五位下 能登守〕
10. 稻葉弘通〔從五位下 能登守〕
11. 稻葉雍通〔從五位下 伊予守〕
12. 稻葉尊通〔從五位下 民部少輔〕
13. 稻葉幾通〔從五位下 備中守〕
14. 稻葉觀通〔從五位下 伊予守〕
15. 稻葉久通〔從五位下 右京亮，旗本岡野知英的五男〕